# دانشگاه فنی مرکزی
دانشگاه فنی مرکزی (به اسپانیایی: Universidad Tecnológica del Centro) یک دانشگاه در ونزوئلا است که در Guacara واقع شده‌است.